# Grand Prix World Championship
Grand Prix World Championship (GPWC) war eine mögliche Alternativ-Weltmeisterschaft im Autosport als Konkurrenz zur Formel 1. Die GPWC wurde durch die Grand Prix Manufacturers’ Association (GPMA) ersetzt.
Die GPWC-Holding bestand (ebenso wie anfangs die GPMA) aus Mercedes-Benz, BMW, Renault, Honda und Toyota – fünf der größten Teilnehmer der Formel 1. Erschaffen wurde die GPWC als Mittel, um die Verhandlungen der Konzerne mit Bernie Ecclestone über eine annehmbare Erweiterung des Concorde Agreements (der Vertrag nach dessen Bestimmungen die Teams in der Formel 1 antraten) von 1997 zu unterstützen.
Obwohl die GPWC plante, 2004 eine Konkurrenzserie zu starten, war ihre Zukunft ab Mitte Januar 2005 ungewiss, als Ferrari das Zustandekommen eines Vertrages mit Ecclestone veröffentlichte und eine Ergänzung des Concorde Agreements unterzeichnete. Ecclestone äußerte daraufhin die Erwartung, dass die übrigen Teams bald folgen sollen. Allerdings zeigten zur ungefähr selben Zeit Honda und Toyota das Interesse, mit der GPWC zusammenarbeiten zu wollen.
Das Projekt wurde letztlich nicht verwirklicht, nachdem sich die Teams während des Großen Preises von Spanien 2005 mit Ecclestone auf ein Verständnismemorandum einigten.
2009 wurde im Rahmen erneuter Streitigkeiten zwischen den Teams und der FIA von der neu gegründeten Formula One Teams Association abermals die Androhung einer Gründung einer Parallelserie als politisches Druckmittel eingesetzt.